# Missão Robinson

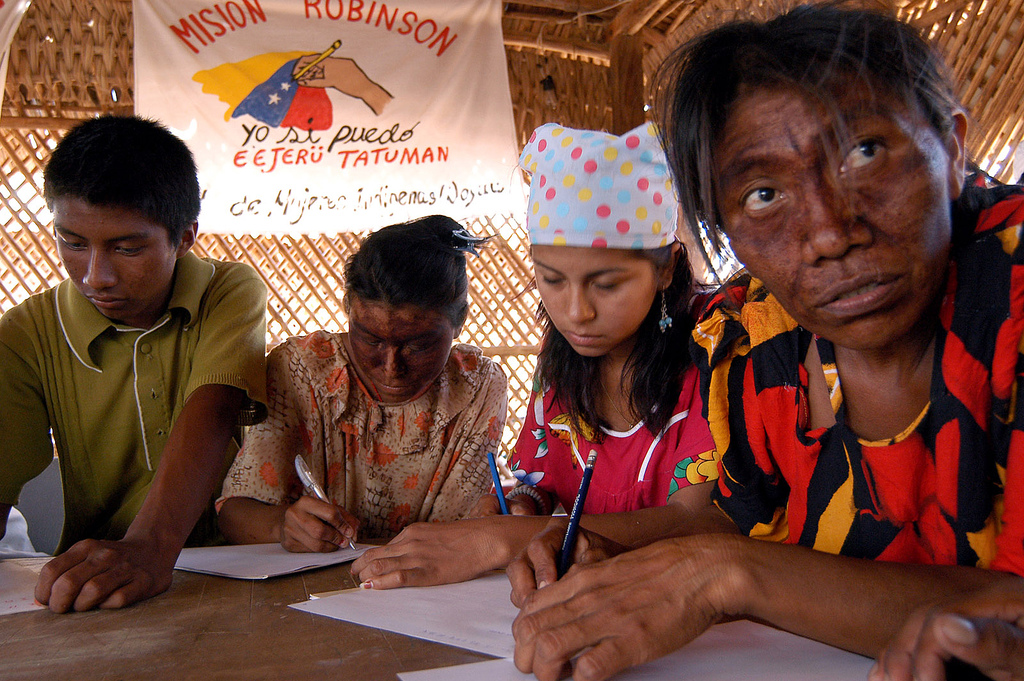
Índios aprendendo a ler e escrever graças a missão Robinson

Missão Robinson é um programa social do governo de Hugo Cháves que começou em 2003.A denominação Robinson foi uma homenagem a Simón Rodrigues, mestre de Simón Bolívar.Foi lançada por meio do Plano Nacional de Alfabetização.Teve como objetivo erradicar um milhão e meio de analfabetos, na qual foi cumprida em um ano e meio.

## Resultados
Graças ao plano, a UNESCO declarou a Venezuela um território livre do analfabetismo no dia 28 de outubro de 2005, porque naquele momento, o país apresentava uma taxa de analfabetismo inferior a 4%.